# Rothschildia arethusa
Rothschildia arethusa är en fjärilsart som beskrevs av Walker 1855. Rothschildia arethusa ingår i släktet Rothschildia och familjen påfågelsspinnare. Inga underarter finns listade.